# Ann Peebles

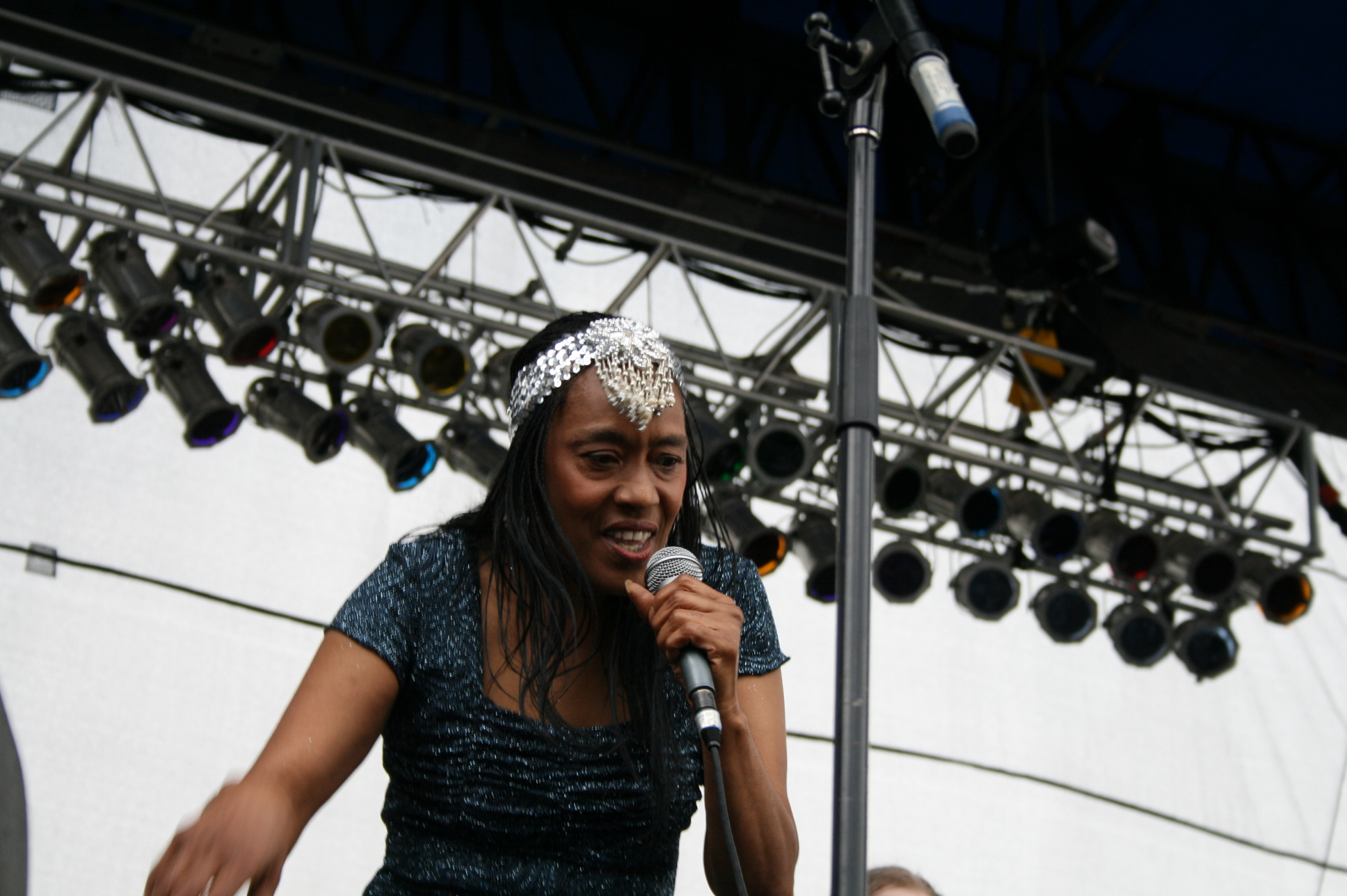
Ann Peebles beim Beale Street Music Festival, 2007

Ann Peebles (* 27. April 1947 in St. Louis, Missouri) ist eine US-amerikanische Soulsängerin und Songschreiberin. Sie war in den 1970er Jahren der erfolgreichste weibliche Star des Plattenlabels Hi Records. Zu ihren bekanntesten und erfolgreichsten Liedern zählt der Klassiker I Can’t Stand the Rain von 1973.

## Biografie
Die Tochter eines Pfarrers und einer Sängerin sang bereits in jungen Jahren im Kirchenchor und im Familien-Gospelchor, dem „Peebles Choir“, den ihr Großvater gegründet hatte. Als Teenager sang Ann Peebles auch in Clubs ihrer Heimatstadt, wo sie schließlich von Oliver Sain entdeckt und für seine R&B-Revue engagiert wurde. Bei einem Auftritt in Memphis wurde ihr 1968 ein Vertrag beim Label Hi Records angeboten.
Neben ihrer Tätigkeit als Sängerin begann Peebles, mit dem Hi-Records-Sänger und Komponisten Don Bryant Lieder zu schreiben. Die beiden heirateten 1974. Anfang der 1970er hatte Peebles einige erfolgreiche Singles und Alben, angeführt von I Can’t Stand the Rain, das 1978 in der Disco-Version der Band Eruption und 1985 von Tina Turner jeweils zu einem Pop-Hit wurde. Zahllose Coverversionen schlossen sich an. Peebles erhielt hierfür eine von zwei Grammy-Nominierungen.
Bei Hi galt sie fortan als weibliches Pendant zu Al Green, dem erfolgreichsten Künstlers des Labels. Green und Peebles wurden von Willie Mitchell produziert. Part Time Love (1970), I Pity the Fool (1971), Breaking up Somebody's Home (1972), I’m Gonna Tear Your Playhouse Down (1973) und (You Keep Me) Hangin’ on (1974), für das sie ihre zweite Grammy-Nominierung erhielt, waren ihre weiteren Erfolge.
Mit dem Aufkommen der Disco-Welle und dem Verkauf von Hi 1977 ließ der kommerzielle Erfolg nach. Ihre letztes Album für das Label erschien 1978, ihre letzte Single 1981. Nach einer musikalischen Pause veröffentlichte Peebles 1989 ein neues Album, Call Me, dem weitere folgten. Daneben war sie auf verschiedenen Alben von Maria Muldaur zu hören. Zuletzt erschien 2006 das Live-Album Brand News Classics. 2010 wirkte Peebles am Album Memphis Blues von Cyndi Lauper mit. Darüber hinaus wurde ihr Hi-Repertoire zahllose Male wiederveröffentlicht.
Nach einem Schlaganfall im Jahr 2012 zog sich Peebles von der Bühne zurück. 2014 wurde sie in die Memphis Music Hall of Fame aufgenommen.

## Diskografie

### Alben
| Jahr | Titel                   | Höchstplatzierung, Gesamtwochen, AuszeichnungChartplatzierungen (Jahr, Titel, Platzierungen, Wochen, Auszeichnungen, Anmerkungen) | Höchstplatzierung, Gesamtwochen, AuszeichnungChartplatzierungen (Jahr, Titel, Platzierungen, Wochen, Auszeichnungen, Anmerkungen) | Anmerkungen                                                    |
| Jahr | Titel                   | US | R&B | Anmerkungen                                                    |
| ---- | ----------------------- | --- | --- | -------------------------------------------------------------- |
| 1971 | Part Time Love          | — | R&B40 (4 Wo.)R&B | Erstveröffentlichung: Februar 1971 Produzent: Willie Mitchell  |
| 1972 | Straight from the Heart | US188 (3 Wo.)US | R&B42 (5 Wo.)R&B | Erstveröffentlichung: April 1972 Produzent: Willie Mitchell    |
| 1974 | I Can’t Stand the Rain  | US155 (7 Wo.)US | R&B25 (11 Wo.)R&B | Erstveröffentlichung: Februar 1974 Produzent: Willie Mitchell  |
| 1975 | Tellin’ It              | — | R&B41 (6 Wo.)R&B | Erstveröffentlichung: Dezember 1975 Produzent: Willie Mitchell |

Weitere Alben
- 1969: This Is Ann Peebles
- 1977: If This Is Heaven
- 1978: The Handwriting Is on the Wall
- 1989: Call Me
- 1992: Full Time Love
- 1996: Fill This World with Love
- 2006: Brand New Classics

### Kompilationen
- 1985: I’m Gonna Tear Your Playhouse Down
- 1987: 99 Lbs
- 1988: Ann Peebles’ Greatest Hits
- 1990: Lookin’ for a Lovin’
- 1992: Sings Soul Classics
- 1995: U. S. R&B Hits ’69–’79
- 1995: Just You and Me
- 1996: The Best of Ann Peebles: The Hi Records Years
- 2002: The Hi Singles A’s & B’s
- 2003: The Complete Ann Peebles on Hi Records Volume 1: 1969–1973
- 2003: The Complete Ann Peebles on Hi Records Volume 2: 1974–1981
- 2006: Original Funk Soul Sister: The Best of Ann Peebles
- 2012: The Original Soul Sister
- 2015: The Essential Ann Peebles
- 2015: Greatest Hits

### Singles
| Jahr | Titel Album                                                | Höchstplatzierung, Gesamtwochen, AuszeichnungChartplatzierungen (Jahr, Titel, Album, Platzierungen, Wochen, Auszeichnungen, Anmerkungen) | Höchstplatzierung, Gesamtwochen, AuszeichnungChartplatzierungen (Jahr, Titel, Album, Platzierungen, Wochen, Auszeichnungen, Anmerkungen) | Höchstplatzierung, Gesamtwochen, AuszeichnungChartplatzierungen (Jahr, Titel, Album, Platzierungen, Wochen, Auszeichnungen, Anmerkungen) | Anmerkungen                                                                                     |
| Jahr | Titel Album                                                | UK | US | R&B | Anmerkungen                                                                                     |
| ---- | ---------------------------------------------------------- | --- | --- | --- | ----------------------------------------------------------------------------------------------- |
| 1969 | Walk Away This Is Ann Peebles                              | — | — | R&B22 (7 Wo.)R&B | Erstveröffentlichung: März 1969 Autor: Oliver Sain Original: Mitty Collier, 1966                |
| 1969 | Give Me Some Credit This Is Ann Peebles                    | — | — | R&B45 (3 Wo.)R&B | Erstveröffentlichung: Juli 1969 Autor: Carl Smith                                               |
| 1970 | Part Time Love                                             | — | US45 (11 Wo.)US | R&B7 (13 Wo.)R&B | Erstveröffentlichung: August 1970 Autor: Clay Hammond Original: Little Johnny Taylor, 1963      |
| 1971 | I Pity the Fool Straight from the Heart                    | — | US85 (4 Wo.)US | R&B18 (7 Wo.)R&B | Erstveröffentlichung: Februar 1971 Autor: Deadric Malone Original: Bobby Bland, 1961            |
| 1971 | Slipped, Tripped, and Fell in Love Straight from the Heart | — | — | R&B42 (2 Wo.)R&B | Erstveröffentlichung: August 1971 Autor: George Jackson Original: Clarence Carter, 1971         |
| 1972 | Breaking Up Somebody’s Home Straight from the Heart        | — | — | R&B13 (12 Wo.)R&B | Erstveröffentlichung: Januar 1972 Autoren: Al Jackson, Jr., Timothy Matthews                    |
| 1972 | Somebody’s on Your Case Straight from the Heart            | — | — | R&B32 (8 Wo.)R&B | Erstveröffentlichung: Juli 1972 Autor: Earl Randle                                              |
| 1973 | I’m Gonna Tear Your Playhouse Down I Can’t Stand the Rain  | — | — | R&B31 (9 Wo.)R&B | Erstveröffentlichung: Januar 1973 Autor: Earl Randle                                            |
| 1973 | I Can’t Stand the Rain                                     | UK41 (3 Wo.)UK | US38 (21 Wo.)US | R&B6 (18 Wo.)R&B | Erstveröffentlichung: Juli 1973 Autoren: Ann Peebles, Donald Bryant, Bernard Miller             |
| 1974 | (You Keep Me) Hangin’ On I Can’t Stand the Rain            | — | — | R&B37 (11 Wo.)R&B | Erstveröffentlichung: April 1974 Autoren: Ira Allen, Buddy Mize Original: Joe Simon, 1968       |
| 1974 | Do I Need You I Can’t Stand the Rain                       | — | — | R&B57 (8 Wo.)R&B | Erstveröffentlichung: Juli 1974 Autoren: Ann Peebles, Darryl Carter, Donald Bryant, Gail Arendt |
| 1975 | Beware Tellin’ It                                          | — | — | R&B69 (10 Wo.)R&B | Erstveröffentlichung: März 1975 Autoren: Darryl Carter, Earl Randle                             |
| 1975 | Come to Mama Tellin’ It                                    | — | — | R&B62 (14 Wo.)R&B | Erstveröffentlichung: September 1975 Autoren: Willie Mitchell, Earl Randle                      |
| 1976 | Dr. Love Power Tellin’ It                                  | — | — | R&B57 (8 Wo.)R&B | Erstveröffentlichung: Januar 1976 Autoren: Gene Anderson, Doc Oliver                            |
| 1976 | Fill This World with Love –                                | — | — | R&B96 (5 Wo.)R&B | Erstveröffentlichung: Dezember 1976 Autoren: Ann Peebles, Donald Bryant, Gene Anderson          |
| 1977 | If This Is Heaven                                          | — | — | R&B64 (8 Wo.)R&B | Erstveröffentlichung: Juni 1977 Autoren: Willie Mitchell, Earl Randle                           |
| 1978 | Old Man with Young Ideas The Handwriting Is on the Wall    | — | — | R&B54 (15 Wo.)R&B | Erstveröffentlichung: Februar 1978 Autoren: George Jackson, Raymond Moore                       |
| 1978 | I Didn’t Take Your Man The Handwriting Is on the Wall      | — | — | R&B55 (10 Wo.)R&B | Erstveröffentlichung: Juli 1978 Autoren: Earl Randle, Pat Barnes                                |
| 1979 | If You Got the Time (I’ve Got the Love) –                  | — | — | R&B95 (4 Wo.)R&B | Erstveröffentlichung: März 1979 Autor: John E. Moore                                            |

Weitere Singles
- 1970: I’ll Get Along
- 1970: Generation Gap Between Us
- 1974: Put Yourself in My Place
- 1976: I Don’t Lend My Man
- 1980: Heartaches
- 1981: Mon belle Amour
- 1990: Peace(mit Otis Clay, Lynn White und David Hudson)
- 2001: 18 Carat Garbage (Billie Ray Martin feat. Ann Peebles)
- 2005: Chase These Blues Away